# 노정환
노정환(한국 한자: 盧政煥, 1982년 3월 3일 ~ )은 대한민국의 전 축구 선수이며, 포지션은 미드필더였다.

## 수상 내역
- 추계 전국 고교축구대회 우수 지도자상: 2022

## 참고 자료
- 중경고 노정환 코치' 재활..선수의 심리를 캐치하라'